# Сервитут
Сервиту́т (лат. servitus, servitutis — обязанность, обязательство, повинность) — ограниченное право пользования чужой вещью в земельных отношениях (в дореволюционной русской правовой терминологии — право участия частного). В России право ограниченного пользования чужим земельным участком (сервитут) регулируется статьёй 23 Земельного кодекса РФ.
Сервитуты традиционно делят на личные и предиальные.
Личным является сервитут, установленный в пользу определённого лица, тогда как предиальным — установленный в пользу собственника (пользователя) чётко определенной недвижимости. Примером личного сервитута может быть право членов семьи нанимателя пользоваться жильём нанимателя. Если сервитут устанавливается в интересах неопределённого круга лиц, то он оформляется правовой нормой и называется публичным сервитутом. Наиболее распространённым видом предиального сервитута является право пользования чужим земельным участком — так называемый земельный сервитут. Это, например, право проложить водопроводные трубы через чужой земельный участок, прорыть канавы для спуска воды, проезжать и прогонять скот через него.
Сервитуты могут быть срочными и бессрочными, платными и бесплатными. Исчерпывающего перечня сервитутов законодательство, как правило, не вмещает, позволяя устанавливать любые сервитуты, которые отвечают признакам сервитутного права и не противоречат нормам закона.
Способами установления сервитута в законодательстве разных стран признается правовой обычай, договор, решение суда, завещание и некоторые другие.
Отличительной характеристикой сервитута как права на чужую вещь является невозможность или затрудненность осуществления прав без установления сервитута.
В российском праве основная масса норм о сервитутах содержится в Гражданском кодексе РФ (статьи 216, 274—277, 613 и 694) и Земельном кодексе РФ (статья 23 и др.). Отдельные нормы содержатся в природоресурсном законодательстве (Водный кодекс РФ, Лесной кодекс РФ и др.). При переходе права собственности на землю, обременённую сервитутом, сервитут сохраняется (ст. 275 ГК РФ). Важным является момент прекращения действия сервитута: законодателем не установлен точный срок прекращения действия, есть только отсылка на обстоятельства, в связи с которыми он прекращает действовать:
1. по требованию собственника земельного участка,
2. отпали основания, в связи с которыми был установлен,
3. земельный участок не может использоваться по назначению.

Сервитут не может быть самостоятельным предметом договоров купли-продажи, залога и не может передаваться подобными способами.
В РФ сервитуты подлежат обязательной государственной регистрации. Исключением из этого правила являются государственные и муниципальные земельные участки, право ограниченного пользования на которые не превышает 3 лет. Федеральный закон «Об автомобильных дорогах и о дорожной деятельности в Российской Федерации» к сервитутам, не подлежащим государственной регистрации, относит также границы полос отвода автомобильных дорог, если такой сервитут установлен на срок не более 1 года. В отношении остальных сервитутов до 1 года обязанность регистрации сохраняется.